# Санлури
Санлу̀ри (на италиански: Sanluri; на сардински: Seddori, Седори) е малък град и община в Италия, един от двата административни центъра на провинция Южна Сардиния, на остров и автономен регион Сардиния. Разположен е на 135 m надморска височина. Населението на града е 8530 души (към 31 декември 2010).